# Стойне Лисийски
Стойне Христов Лисийски (Дончо) е участник в комунистическата въоръжена съпротива в България през Втората световна война. Деец на Българската комунистическа партия.

## Биография
Стойне Лисийски е роден през 1908 година в село Лисия, Горноджумайско. Баща му Христо Стоилков Лисийски е деец на ВМОРО. Семейството се преселва да живее в Горна Джумая (1912).
Учи при майстора железар Никола Тодоров. Под негово влияние започва да посещава клуба на комунистическата партия, където слуша Иван Илиев, Никола Лисичев, Коста Сандев и Димитър Ацев.
Става член на Български комунистически младежки съюз (1922) и на БРП (к) (1931). Секретар на Околийския комитет на комунистическата партия (1931). Преследван от ВМРО е принуден да се укрие в София през 1933 г. След провал на горноджумайската комунистическа организация е осъден на седем и половина години затвор по ЗЗД (1935).
Участва в комунистическото съпротивително движение по време на Втората световна война. Заедно със Станке Лисичков, Гроздан Николов, Станой Крекмански и Владо Чимев създава Горноджумайската партизанска чета. Политкомисар е на Горноджумайския партизански отред „Никола Калъпчиев“. Член на щаба на Четвърта Горноджумайска въстаническа оперативна зона на НОВА. Член на Окръжния комитет на БКП в Горна Джумая (1939 – 1944).
След Деветосептемврийския преврат в 1944 година работи в апарата на Околийския и Окръжния комитет на БКП в Горна Джумая и на Централния комитет на БКП.
По време на вътрешно-партийните репресии през 1949 г. се явява като един от свидетелите в скалъпения съдебен процес срещу Трайчо Костов.
След прекратяването на македонизацията в Пиринска Македония Дончо Лисийски заявява:
| „ | Хората казват, че нашите бащи и деди не са говорили на този език. Те умираха за Македония, бяха пращани в Солунската крепост, но говореха български език... не бях съгласен с тази постановка за изучаването на македонски език, но нямах куража да го кажа. | “ |